# Senang
Pulau Senang (en chinois : 安乐岛, en tamoul : புலாவ் செனாங்), est une île située à 13 km dans le Sud de l'île principale de Singapour. Elle fait partie des îles utilisées par les forces armées de Singapour pour leurs exercices. 

## Géographie
Située dans l'air de tir des Forces armées de Singapour à l'Ouest de Pulau Pawai, elle s'étend sur une longueur d'environ 1,5 km pour une largeur approximative de 950 m. 

## Histoire
Pulau Senang était utilisée comme lieu de promenade pour les prisonniers qui étaient autorisés à y errer librement. 
Cinquante prisonniers y débarquent ainsi le 18 mai 1960 sous la surveillance du surintendant Daniel Dutton . Au cours des trois années suivantes, le nombre de détenus atteint 320. Ceux-ci la développe pour en faire une colonie attirante. Croyant qu'à force de travail, les détenus pouvaient être réformés, Dutton fait même désarmer les gardiens mais, le 12 juillet 1963, un groupe de 70 à 90 détenus s'empare et met le feu à la plupart des bâtiments. Ils tuent Dutton et deux autres officiers. 58 personnes ont été accusées de ces émeutes et du meurtre de Dutton et des officiers Arumugan Veerasingham et Tan Kok Hian.
En raison du grand nombre d'accusés, un quai spécial est construit. L' affaire est jugée le 18 novembre et a duré 64 jours. Le 12 mars 1964, le jury, composé de sept membres, déclare dix-huit des accusés coupables des meurtres, dix-huit autres coupables des émeutes armés et onze coupables d'émeutes non armées. Onze des autres accusés sont acquittés . Les personnes reconnues coupables des meurtres ont été condamnées à mort alors que les personnes reconnues coupables d'émeutes avec des armes meurtrières ont été condamnées à trois ans d'emprisonnement ; le reste à deux ans d'emprisonnement.
La plupart des personnes impliquées dans les émeutes étaient membres de sociétés secrètes. À la suite des émeutes, l'expérience pénale s'est brusquement interrompue. 
À partir de 1986, l'île ainsi que Pulau Sudong et Pulau Pawai, sont devenus des zones de tirs des Forces armées de Singapour. La Force aérienne de la république de Singapour y effectue aussi des exercices militaires et dispose également d'une piste d'atterrissage.